# Nicolae Deleanu
Nicolae Deleanu (n. 16 septembrie 1903, sat Valea Nandrii, comuna Dârmănești, județul Argeș - d. 10 aprilie 1970, București) a fost un istoric român.

## Viața și activitatea
S-a născut satul Valea Nandrii din comuna Dârmănești, județul Argeș în data de 16 septembrie 1903 și a decedat la București în la 10 aprilie 1970. A urmat liceul și apoi cursurile Universității din București. Studiile universitare le-a parcurs la Școala superioară de paleografie și arhivistică. 
Încă din liceu Nicolae Deleanu a cochetat cu mișcarea socialistă participând la protestele muncitorești din 13 decembrie 1918. Participarea la acest protest i-a adus exmatricularea din liceu și anularea dreptului de a se mai putea înscrie la orice altă școală din țară. Însă, cu sprijinul lui Nicolae Iorga, care îl admira pe tânărul Deleanu pentru pasiunea sa pentru istorie, acesta a reușit să fie reînmatriculat și să-și termine studiile liceale. Având o situație materială precară, Deleanu a fost nevoit să presteze o serie de activități pentru a-și asigura traiul. A prestat diferite meserii: cărăuș de cărți, bibliotecarul unui sindicat, corectorul unui anuar și chiar meditator pentru copii unor familii înstărite. Concomitent, a continuat să fie legat de mișcarea socialistă, ocupând între 1924-1926 funcția de președinte al Uniunii Tineretului Socialist.
Din anul 1923, Nicolae Deleanu a început să publice în diferite reviste ale presei universitare de stânga, fiind pe rând colaborator, redactor, sau chiar conducător al unor publicații socialiste. De asemenea, fiind interesat de viața minerilor din România, a colaborat la diverse publicații ale Uniunii muncitorilor din industria minieră din România. A predat începând din 1925 cursul de Istoria mișcării muncitorești din România la Școala proletariană. Între 1929-1935 a fost secretarul Institutului Muncitoresc de Sport și Educație din România, calitate în care a susținut mai multe conferințe în care a promovat mișcarea socialistă. La momentul sfârșitului celui de-Al Doilea Război Mondial era membru al Partidului Social Democrat, în care a ocupat funcția de secretar general între 1944-1945, precum și pe cea de redactor și editor al celor două ziare ale partidului: Libertatea și Ultima oră. După dizolvarea P.S.D în Partidul Comunist Român, Nicolae Deleanu a început să ocupe mai multe funcții importante. 
Astfel, din anul 1948 a ocupat postul de conferențiar universitar în cadrul Facultății de Istorie din București, unde a predat la Catedra de Istorie a României. În perioada 1954-1956 a fost conferențiar și la Institutul de Arte Plastice „Nicolae Grigorescu”. De asemenea, a mai ocupat și funcția de director al Muzeului Peleș. Deleanu s-a manifestat și ca scriitor prin romanul Nedeie în Poiana Miresei, publicat în 1958. 
S-a remarcat ca un promotor al mișcării socialiste și muncitorești din România. A fost publicist și autor de monografii ale unor mineri și muncitori portuari. A realizat și mai multe studii despre începuturile mișcării muncitorești din România. În scrierile sale a abordat și evenimente din epoca modernă precum Revoluția de la 1848 sau dubla alegere a lui Alexandru Ioan Cuza în care a pus accent pe rolul maselor în cadrul acestor evenimente cu caracter revoluționar. De asemenea, a scris și romane istorice inspirate din trecutul României.

## Distincții
- Medalia „40 de ani de la înființarea Partidului Comunist din Romînia” (6 mai 1961) „pentru activitate îndelungată în mișcarea muncitorească și merite în opera de construire a socialismului”[3]
- Ordinul „23 August” clasa a III-a (6 mai 1961) „cu prilejul celei de-a 40-a aniversări de la înființarea Partidului Comunist din Romînia, pentru îndelungată activitate în mișcarea muncitorească, pentru merite deosebite în opera de construire a socialismului”[4]
- Ordinul „Tudor Vladimirescu” clasa a III-a (30 aprilie 1966) „cu prilejul celei de-a 45-a aniversări de la înființarea Partidului Comunist din România, pentru îndelungată activitate în mișcarea muncitorească și merite deosebite în opera de construire a socialismului”[5]

## Opera

### Studii
- Istoricul mișcării muncitorești din porturi, cu o prefață de Jean Bart, București, 1932, X + 221 p. (în colaborare)
- Istoricul mișcării muncitorilor mineri din Romania, București, 1935, 69 p. (în colaborare)
- Contribuții la istoria presei I-XX (ciclu de articole privind istoria presei de la primele începuturi până la sfărșitul secolului al XIX-lea), în „Presa noastră", anii 1956-1958.
- Scrieri social-politice, introducere de Ion Felea, București, 1976.

### Proză
- Romane, București, 1934;
- Nedeia din Poiana Miresei, I-III, București, 1955-1964; ediția II, I-II, prefață de Valeriu Râpeanu, București, 1968;

### În alte limbi
- Mátkarét (Nedeia din Poiana Miresei, vol. I), traducere în limba maghiară de Fodor Sándor, Marosvásárhely, 1958.[6]

### Articole
- „În întîmpinarea aniversării unor date memorabile. Rădăcinile mișcării noastre muncitorești revoluționare Arhivat în 9 iulie 2024, la Wayback Machine.”, în Scînteia, anul XXXVIII, nr. 7830, joi 19 septembrie 1968, p. 2. – împreună cu Ion Spălățelu